# Innocenzo Ansaldi
Pour les articles homonymes, voir Ansaldi (homonymie).
Innocenzo Ansaldi (né le 12 février 1734 à Pescia dans la province de Pistoia, en Toscane, mort le 16 février 1816 dans cette même ville), était un poète, un écrivain, un historien de l’art et un peintre italien de la période baroque actif au XVIIIe et au début du  XIXe siècle.

## Biographie
Né de Gaetano, membre d’une famille ancienne de Gênes, et de  Maddalena Lazzerini di Cutigliano, Innocenzo Ansaldi démontre dès son enfance  ses aptitudes pour l’art et il devient élève du  séminaire de l’archevêché de Florence (Seminario arcivescovile di Firenze).
Élevé dans les disciplines humanistes, il commence à s’intéresser à la  peinture et à la sculpture. Après le séminaire, il s’inscrit à l’Académie d’art de Florence et, ensuite, il entame un long pèlerinage formatif dans toute l’Italie : à Rome, Naples, Bologne, Gênes, Padoue et Venise. Malgré sa décision de s’installer dans une grande ville, il doit retourner à Pescia à cause des décès proches, de ses parents, de son frère et de son beau-frère.
Il y continue son œuvre picturale et obtient des commissions pour diverses églises du Valdinievole et dans le reste de la Toscane.
Il se consacre aussi à la poésie en écrivant un poème Pittore originale (« peintre original ») qui eut un certain succès.
Il rédige une célèbre Descrizione delle pitture, sculture et architetture della città e sobborghi di Pescia (Description des peintures, sculptures et architectures des villes et faubourgs de Pescia) parmi les premiers traités artistiques sur le Valdinievole.
Il meurt octogénaire et est enterré dans l'Oratoire de Santa Maria dei Dolori à Sant'Allucio d'Uzzano frazione d'Uzzano.

## Œuvres

### Peinture
- Travaux décoratifs dans les églises du Valdinievole et en Toscane.

### Sculpture
- Buste de Napoléon, la tête ceinte de laurier

### Poésie
- Pittore originale

### Littérature
- Descrizione Delle Sculture, Pitture e Architetture della Citta e Sobborghi Di Pescia Nella Toscana de Innocenzo Ansaldi, Luigi Crespi, Emanuele Pellegrini  (ISBN 8846704932).